# Liu Baiyu

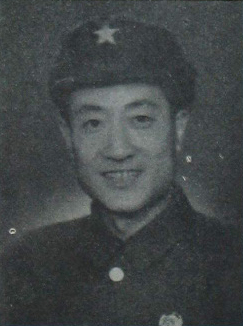
Liú Báiyǔ (1949)

Liú Báiyǔ (chin. 刘白羽/劉白羽, Wade-Giles Liu Pai-yu oder Liu Pai-yü) (* 2. September 1916 in Běijīng; † 24. August 2005 ebenda) war ein chinesischer Schriftsteller und Kulturpolitiker. Er veröffentlichte in mehr als 60 Jahren schriftstellerischer Arbeit über 50 Werke und gehört mit Yáng Shuò, der während der Kulturrevolution Suizid beging, mit Qín Mù, dem Partei-Propagandisten Wèi Wēi und mit Bei Dao zu den bekannten chinesischen Essayisten des 20. Jahrhunderts. Liu bekämpfte "westliche bourgeoise Werte", vertrat in seinen Werken einen orthodoxen kommunistischen Standpunkt, war Stalinpreisträger 1950 und verurteilte zeitlebens den 1947 wegen seines Essays "Weiße Lilien" auf Máo Zédōngs Befehl geköpften Schriftsteller Wáng Shíwèi (王实味). Der einzige ins Deutsche übersetzte Roman Flammen am Jangtse (dt. 1957) verherrlicht die Kämpfe der Roten Armee unter Zhu De und Mao im April 1949.

## Leben
Liú Báiyǔ wurde als Liú Yùzàn (刘玉赞) in Běijīng geboren und wuchs daselbst auf. Nach dem Abschluss der Mittelschule 1936 ging er nach Nánjīng und begann dort mit dem Schreiben. Seine erste Erzählung Eishimmel (冰天, bīngtiān) wurde im März 1936 in der von Bā Jīn herausgegebenen Zeitschrift Literatur (文学, wénxué) veröffentlicht. Seine erste Sammlung von Kurzgeschichten In der Prärie (草原上, cǎoyuánshàng) erschien 1937.
Im Februar 1938 ging er nach Yán'ān, um den Kampf gegen die japanische Besetzung zu unterstützen, wurde dort mit Máo Zédōng bekannt und trat in die Kommunistische Partei Chinas ein;in Yán'ān schrieb er die Biographie General Zhū Dés (朱德将军传, Zhū Dé jiāngjun zhuàn) und brachte u. a. Sammlungen von Kurzgeschichten Die Chronik des Dorfes Lóngyān (草原上, cǎoyuánshàng) und Glück (幸福, xìngfú) heraus. Im Jahre 1942 nahm er an der Beratung über Fragen der Literatur und Kunst in Yán'ān teil, die für die kulturelle Entwicklung in der VR China von weitreichender Bedeutung sein sollte. In dieser von Mao geleiteten Konferenz zur Aufgabe der Literatur wurden zwei Punkte festgelegt: Literatur wie Kunst überhaupt sollte (1.) das Leben der Arbeiterklasse widerspiegeln und diese als Publikum gewinnen, und Literatur sollte (2.) der Politik, vor allem dem Fortschritt des Sozialismus dienen. Lius bekannte Erzählungen Sonnenaufgang (日出, rìchū) und Drei Tage am Chángjiāng (长江三日, Chángjiāng sān rì) sind Beispiele dafür, wie nach dieser Beratung auch vermeintlich unpolitische Sujets zur Mobilisierung des Volkes gebraucht wurden; Naturbeschreibung erfüllt hier angesichts des Antijapanischen Krieges vornehmlich die Funktion, Patriotismus unter der Jugend zu wecken.
1944 übernahm Liu die Herausgeberschaft der Beilage der Neue Chinesische Tageszeitung (新华日报, xīn huá rìbào) in Chóngqìng, außerdem schrieb er eine große Zahl an Geschichten über das Leben in den befreiten Gebieten. Als Mitarbeiter der Nachrichtenagentur Xīnhuá nahm er an der Befreiung Nordost- und Mittelchinas teil und schrieb hierüber mehrere Kurzgeschichten und Novellen. Seine Erfahrungen aus dem Kriege verarbeitete er im Drehbuch zum Propagandafilm Der Sieg des chinesischen Volkes (中国人民的胜利, Zhōngguó rénmín de shènglì) wofür er den Stalinpreis erhielt. Während des Koreakrieges fuhr er zweimal an die Front und schrieb Reportagen und Kurzgeschichten über seine Erlebnisse wie Korea schreitet in den Flammen des Krieges voran (朝鲜在战火中前进, cháoxiǎn zài zhànhuǒzhōng qiánjìn) und Eid an den Frieden (对和平宣誓, duì hépíng xuānshì).
Nach 1955 war er vor allem als Kulturpolitiker tätig, er war u. a. Stellvertretender Vorsitzender des Chinesischen Schriftstellerverbandes und Stellvertretender Kulturminister. Erst als sich nach dem Ende der Kulturrevolution die künstlerischen Möglichkeiten als nicht mehr so eng erwiesen, trat er wieder mit eigenen Werken an die Öffentlichkeit, er verfasste viel Prosa. Lius Schaffen wurde von seiner militärischen Vergangenheit geprägt, so im Roman Die zweite Sonne (第二个太阳, dì'èr gè tàiyáng, 1987).
Bis 1994 gab der schon hochbetagte Liu die 52-bändige Serie World Anti-fascist literature series (世界反法西斯文学书系, shìjiè fǎnfǎxīsī wénxué shū xì) heraus. Am 2. Februar 1994, am Tage vor dem chinesischen Neujahrsfest, verstarb plötzlich seine Frau, die Journalistin Wāng Qí (汪琦), mit der er seit den Tagen in Yán'ān verbunden war. Sie hatte ihn bei der Niederschrift seines letzten preisgekrönten Werkes Seelische Vorgänge(心灵的历程, xīnlíng de lìchéng) unterstützt und auch den Titel des Buches gewählt. Die abschließenden Arbeiten und die Vorbereitung der Drucklegung widmete Liu ihrem Angedenken. Nach dem Tod seiner langjährigen Weggefährtin verfasste er noch den Roman Stürmischer Pazifik (风风雨雨太平洋, fēngfēng-yǔyǔ Tàipíng Yáng, 1998), sein letztes Buch.
Zuletzt war Liu Stellvertretender Vorsitzender des chinesischen PEN (den Vorsitz hat seit 1980 Bā Jīn inne), er war weiterhin Mitglied des Präsidiums des Chinesischen Schriftstellerverbandes sowie Ausschussmitglied der Allchinesischen Föderation der Kulturschaffenden.

## Erinnerung an Liu Baiyu
Der deutsche Sinologe Wolfgang Kubin erinnert sich: Liu Baiyu, einen bis vor kurzem nur Eingeweihten bekannten Literaten, lernte ich 1980 anläßlich der „Konferenz zur chinesischen Literatur während der Zeit des antijapanischen Krieges“ kennen. Bis heute ist mir sein Ausfall gegen den 1947 in Yan'an wegen seines Essays "Wilde Lilien" von den Kommunisten geköpften Wang Shiwei in Erinnerung geblieben. Wang sei ein Verräter und ein Spion der Guomindang (GMD) gewesen. Mit diesem Urteil stellte sich Liu in die Tradition der seit 1942 nach Erscheinen des Essays gegen Wang Shiwei erhobenen Vorwürfe. Obwohl heute nicht mehr als Laufbursche der GMD bezeichnet, ist Wang nie rehabilitiert worden und steht somit am unwiderrufenen Beginn einer Ausrottungspolitik (das Wort „ausrotten“ gehört zum festen Vokabular der KPCh) Andersdenkender, welche die KPCh 1942 in Yan'an in die Wege geleitet hat.

## Wichtigste Werke
- 1936 《冰天》 (bīngtiān, Eishimmel)
- 1953 《为祖国而战》 (wèi zǔguó ér zhàn; Für das Vaterland kämpfen)
- 1955 《战斗的幸福》 (zhàndòu de xìngfú; Glück des Kampfes)
- 1956 《政治委员》 (zhèngzhì wěiyuán; der Politkommissar)
- 1959 《早晨的太阳》 (zǎochen de tàiyáng; Morgensonne)
- 1983 《红玛瑙集》 (hóngmǎnǎo jì; Karneolsammlung)
- 1987 《第二个太阳》 (dì'èr gè tàiyáng; die zweite Sonne)
- 1990–1994 《心灵的历程》 (xīnlíng de lìchéng; Seelische Vorgänge; Trilogie)
- 1998 《风风雨雨太平洋》 (fēngfēng-yǔyǔ Tàipíng Yáng; Stürmischer Pazifik)

## Auszeichnungen
- 1950 Stalinpreis für Literatur erster Klasse für das Drehbuch zu 《中国人民的胜利》 (Zhōngguórénmín de shènglì; der Sieg des chinesischen Volkes)
- 1989 Preis für herausragenden Essay (优秀散文奖) für die Essaysammlung 《芳草集》 (fāngcǎojí)
- 1991 Máo-Dùn-Literaturpreis für 《第二个太阳》 (dì'èr gè tàiyáng; die zweite Sonne)
- 1986–1994 Goldener Pokal für Volksliteratur
- 1990–1994 chinesischer Preis für herausragende biographische Werke (中国优秀传记文学作品奖, Zhōngguó yōuxiù zhuànjì wénxué zuòpǐn jiǎng) für 《心灵的历程》 (xīnlíng de lìchéng; Seelische Vorgänge, 3 Bände)

## Werkausgaben

### Einzelausgaben
- 刘晨(主编): 《刘白羽代表作》, 北京: 华夏出版社, 1999, ISBN 7-5080-1550-9
- 刘白羽: 《散文选集》, 天津: 百花文艺出版社, 1993, 2004印, ISBN 7-5306-1089-9
- 刘白羽: 《第二个太阳》, 北京: 人民文学出版社, 1987, 2005印, ISBN 7-02-004887-0
- 刘白羽: 《心灵的历程》(新版), 北京: 解放军文艺出版社, 1994, 2003印, ISBN 7-5033-1620-9
- 刘白羽: 《风风雨雨太平洋》, 北京: 华艺出版社, 1998, ISBN 7-80142-071-3

### Gesamtausgabe
- 刘白羽: 《刘白羽文集》, 北京: 华艺出版社, 2000, ISBN 7-5080-2165-7 (10 Bände)

### Übersetzungen
- Lju Bai-jü: Flammen am Jangtse, Übers. von Walter Eckleben, Berlin: Dietz, 1957
- Drums Like Spring Thunder, Tr. Sidney Shapiro, Chinese Literature 7 (1960): 71–75
- Flames Ahead, Peking: Foreign Languages Press, 1954
- The Glow of Youth, Tr. Gladys Yang and Yang Hsien-yi. Chinese Literature 11 (1959): 5–57
- A Heart-warming Snowy Night, Tr. Sidney Shapiro, Chinese Literature 2 (1959): 3–13. Also in I Knew All Along and Other Stories By Contemporary Chinese Writers, Peking: Foreign Languages Press, 1960, 147-57
- Landmark, Chinese Literature 9 (1960): 17–32
- The Most Marvelous Day in Her Life, Tr. Gladys Yang, Chinese Literature 12 (1964): 54–61.
- Night on the Grassland, Tr. Gladys Yang, Chinese Literature 12 (1964): 54–61.
- On the Dusty Highway, Tr. Tang Sheng, Chinese Literature 3 (1955): 52–59. auch als On the Dusty Road in: Kai-yu Hsu (ed.): Literature of the People's Republic of China, Bloomington: Indiana University Press, 1980, 125-32.
- Six A.M. and Other Stories, Peking: Foreign Languages Press, 1953.
- Sunrise, Tr. Gladys Yang. Chinese Literature 11 (1960): 33–37.
- Typhoon Tr. Sidney Shapiro, Chinese Literature 5 (1960): 3–11.

- Fajrolumo en la fronto, Ŝanhajo: Ŝanhaja esperantista ligo, 1951.

- Lieou Pai-Yu: Six heures du matin: nouvelles, Pékin: Editions en langues étrangères, 1953

## Sekundärliteratur
- Chen Tan-chen: Liu Pai-yu's Writings in: Chinese Literature 3 (1963), 88–94
- Charles Laughlin: Incongruous Lyricism: Liu Baiyu, Yang Shuo and sanwen in Chinese Socialist Culture in: Martin Woesler (ed.): The Modern Chinese Literary Essay: Defining the Chinese Self in the 20th Century, Bochum: Bochumer Universitätsverlag, 2000, 115–129, ISBN 3-934453-15-5